# Captain Power et les soldats du futur
Pour les articles homonymes, voir Power.
Captain Power et les soldats du futur (Captain Power and the Soldiers of the Future) est une série télévisée de science-fiction canado-américaine en 22 épisodes de 22 minutes, créée par Tony Christopher et Gary Goddard, diffusée entre le 1er septembre 1987 et le 27 mars 1988 en syndication. 
Au Québec, elle a été diffusée sur CFCF-TV (CTV) pour le marché de Montréal.
En France, elle a été diffusée à partir du 30 mars 1988 sur chaîne La Cinq. Rediffusion partielle (9 épisodes) du 19 au 29 mars 1991 sur La Cinq.
Cette série mélange acteurs réels et personnages réalisés en images de synthèse.

## Synopsis
En 2147, la Terre a été dévastée par la Guerre des Métaux, qui a vu s'opposer humains et machines et s'est conclue par la victoire de ces dernières. Désormais maîtresses du monde, les machines appelées Biotrons, gouvernées par le Seigneur Biotron, traquent les derniers humains. Pour combattre cette oppression se crée une équipe de combattants dirigés par le capitaine Jonathan Power, fils du génial inventeur Stuart Power, inventeur de la bio-armure qui leur permet de résister aux machines. Aux côtés de la résistance humaine, ce groupe appelé « les soldats du futur » engage la lutte contre les Biotrons…
Chaque épisode de la série s'ouvre sur un générique avec une voix off :

« La Terre en 2147. Ce qu’il en reste après la guerre des métaux, après que l’Homme ait affronté les machines, et que ces dernières aient gagné. Les Biotrons, créatures monstrueuses, qui poursuivent les rescapés humains pour les intégrer. Volcania, centre nerveux de l’empire Biotron, place forte et forteresse du seigneur Biotron, redoutable souverain de l’ordre nouveau. Mais des cendres de la guerre des métaux a surgi une nouvelle race de guerriers, entraînés dans le but d’anéantir le seigneur Biotron et son empire. Ce sont les soldats du futur, le dernier espoir du genre humain. Leur chef, le capitaine Jonathan Power, maître de l’incroyable bio-armure, qui transforme chaque soldat, en une véritable force d’attaque. Le major Matthew « Hawk » Masterson combattant des airs, le lieutenant Michael « Tank » Ellis : section d’assauts terrestres, le sergent Robert « Scout » Baker : renseignements et communications et le caporal Jennifer « Pilot » Chase : spécialiste du système tactique. Groupés, ils constituent la plus formidable force de combat que la terre ait connue. Leur credo : protéger toute forme de vie. Leur promesse : mettre un terme à l’hégémonie du seigneur Biotron. Leur nom : Captain Power et les soldats du futur. »

## L'Histoire
En 2132, des soldats robotisés appelés Bio-Mechs remplacèrent les humains dans les forces armées de l’ensemble des nations. L’existence de ces robots transforma la notion de guerre, elle devint un simple jeu de destruction de machines sans conséquence et devint peu à peu quotidienne et banale.
Un groupe de scientifiques, mené par le docteur Stuart Gordon Power (Bruce Gray), commença à travailler sur un superordinateur capable d’outrepasser les systèmes de contrôle des Bio-Mechs des différents pays dans le but de mettre fin à ces guerres. Pour finaliser ce superordinateur, Nucleus, il fallait l’initier au fonctionnement de la pensée humaine ; pour cela, un humain devait s’interfacer avec lui.
Impatient devant les lenteurs du projet, le plus proche collaborateur du docteur Power, le docteur Lyman Taggart (David Hemblen), décida de se connecter à Nucleus. Nucleus et Taggart sortirent changés de cette expérience. Pour eux, la précision et la perfection des machines étaient la réponse à la fragilité de l’existence humaine ; la prochaine étape de l’évolution humaine ne pouvait être que la fusion de la conscience humaine et de corps mécaniques. Taggart utilisa Nucleus pour mettre son plan à exécution. Il prit le contrôle des armées Bio-Mech à travers la planète dans le but d’exterminer les humains.
En à peine quelques mois, le monde fut dévasté par la guerre des métaux opposant l’humanité aux machines de Taggart. Les gouvernements du monde se tournèrent vers le docteur Power pour trouver un moyen de stopper Taggart. Il développa les bio-armures, des exosquelettes couplés d’armes puissantes. Mais avant même d’avoir pu tester son invention, Power mourut en sauvant son fils Jonathan des griffes de Taggart. Dans la bataille, Taggart fut sévèrement blessé et Nucleus le répara en faisant de lui un cyborg. Taggart devint alors le seigneur Biotron.
En 2147, quinze années après la guerre des métaux, l’humanité est presque exterminée par les forces du seigneur Biotron, et ceux qui ont survécu vivent terrés. Le seigneur Biotron a déployé à travers la planète de nombreux Bio-Mech dans le but d’intégrer les derniers humains à Nucleus. Parmi les dernières forces de résistance que compte l’humanité, le capitaine Jonathan Power (Tim Dunigan) commande une unité de cinq soldats. Ils utilisent les bio-armures conçues par le père de Jonathan et ont pour quartier général une ancienne base du NORAD, cachée dans les Montagnes Rocheuses. La base est gérée par un superordinateur dont la conscience est le Mentor, un programme conçu par le docteur Power à son image pour que son fils ne l’oublie pas.

## Distribution
- Tim Dunigan (VQ : Mario Desmarais) : Capitaine Jonathan Power
- Peter MacNeill (VQ : Léo Ilial) : Major Matthew « Hawk » Masterson
- Sven-Ole Thorsen (VQ : Jean Fontaine) : Lieutenant Michael « Tank » Ellis
- Maurice Dean Wint (VQ : Patrick Peuvion) : Sergent Robert « Scout » Baker
- Jessica Steen (VQ : Claudie Verdant) : Caporal Jennifer « Pilot » Chase
- David Hemblen (en) (VQ : Vincent Davy) : Le seigneur Biotron / Lyman Taggart
- Bruce Gray : Mentor / Stuart Power

- Doublage québécois
- Société de doublage : Cinar (Montréal)

 Source et légende : version québécoise (VQ) sur Doublage.qc.ca

## Épisodes
Listés ci-dessous et publiés en DVD début 2012 :
1. Une amie d’autrefois[4] (Shattered)
2. Les Corsaires[5] (Wardogs)
3. L'Unité oubliée[6] (The Abyss)
4. L'Épreuve[7] (Final Stand)
5. Le Paria[8] (Pariah)
6. Voir, mais à quel prix ? (A Fire in the Dark)
7. Le Sosie (The Mirror in Darkness)
8. La Naissance (The Ferryman)
9. L'étude des guerres est prohibée (And Study War No More)
10. L'Intrus (The Intruder)
11. Tech Ville (Flame Street)
12. Compte à rebours (Gemini and Counting)
13. Que règne la folie ! (And Madness Shall Reign)
14. Le Procès (Judgment)
15. La Rencontre des titans, première partie (A Summoning of Thunder, part I)
16. La Rencontre des titans, seconde partie (A Summoning of Thunder, part II)
17. Le Chemin de l’Eden 2 (The Eden Road)
18. Liberté 1 (Freedom One)
19. Projet Promethée, première partie (New Order, part I: The Sky Shall Swallow Them)
20. Projet Prométhée, seconde partie (New Order, part II: The Land Shall Burn Them)
21. Représailles, première partie (Retribution, part I)
22. Représailles, seconde partie (Retribution, part II)

Parmi ces épisodes, « Le paria » était le pilote de la série. En outre, deux autres épisodes avaient été prévus initialement, puis annulés : The Room, prévu entre les épisodes 7 et 8, et The Rose of Yesterday, prévu entre les épisodes 10 et 11.

## Commentaires
Une seconde saison avait été prévue avant que ne soit prise la décision d'arrêter la série. Les scripts de plusieurs nouveaux épisodes avaient ainsi été écrits et approuvés, sans jamais faire l'objet d'une mise en production. Voici la liste des sept premiers épisodes qui auraient dû ouvrir cette seconde saison :
1. Vendetta, part I
2. Vendetta, part II
3. The Archers, part I: The Order of the Arrow
4. The Archers, part II: Visions in Ultraviolet
5. The Archers, part III: The Willow and the Oak
6. The Archers, part IV: Plasma Storm Raging
7. The Archers, part V: Death and Beyond

- Un grand film est sorti en 1991, intitulé Captain Power and the Soldiers of the Future: The Legend Begins.

- Avaient également été écrits les épisodes 14 à 16 : The Blood Dimmed Tide, part I: The Ceremony of Innocence, The Blood Dimmed Tide, part II: Tyger, Tyger et The Blood Dimmed Tide, part III: Ozymandias. Enfin, trois autres épisodes, dont l'intégration dans la saison 2 n'a pas été précisée, devaient s'intituler Face of Darkness, A Passion Forged in Steel et The Observer.

- Des jouets interactifs avec la série ainsi qu'un jeu vidéo ont été mis sur le marché par Mattel.

- En 1988, Tim Dunigan incarna un autre héros dans Les Nouvelles Aventures de Davy Crockett pour Disney.